# Mérey-sous-Montrond
Mérey-sous-Montrond és un municipi francès situat al departament del Doubs i a la regió de Borgonya - Franc Comtat. L'any 2007 tenia 438 habitants.

## Demografia

### Població
El 2007 la població de fet de Mérey-sous-Montrond era de 438 persones. Hi havia 174 famílies de les quals 32 eren unipersonals (12 homes vivint sols i 20 dones vivint soles), 59 parelles sense fills, 63 parelles amb fills i 20 famílies monoparentals amb fills.
La població ha evolucionat segons el següent gràfic:
Habitants censats

### Habitatges
El 2007 hi havia 178 habitatges, 169 eren l'habitatge principal de la família, 4 eren segones residències i 5 estaven desocupats. 157 eren cases i 21 eren apartaments. Dels 169 habitatges principals, 131 estaven ocupats pels seus propietaris, 35 estaven llogats i ocupats pels llogaters i 3 estaven cedits a títol gratuït; 3 tenien dues cambres, 14 en tenien tres, 35 en tenien quatre i 117 en tenien cinc o més. 153 habitatges disposaven pel capbaix d'una plaça de pàrquing. A 58 habitatges hi havia un automòbil i a 100 n'hi havia dos o més.

### Piràmide de població
La piràmide de població per edats i sexe el 2009 era:
| Homes | Edats   | Dones |
| ----- | ------- | ----- |
| 0     | 95 o +  | 0     |
| 4     | 90 a 94 | 12    |
| 0     | 85 a 89 | 12    |
| 0     | 80 a 84 | 4     |
| 0     | 75 a 79 | 0     |
| 4     | 70 a 74 | 0     |
| 8     | 65 a 69 | 8     |
| 12    | 60 a 64 | 20    |
| 16    | 55 a 59 | 8     |
| 16    | 50 a 54 | 20    |
| 16    | 45 a 49 | 12    |
| 12    | 40 a 44 | 16    |
| 8     | 35 a 39 | 8     |
| 12    | 30 a 34 | 4     |
| 24    | 25 a 29 | 28    |
| 20    | 20 a 24 | 8     |
| 20    | 15 a 19 | 20    |
| 12    | 10 a 14 | 16    |
| 12    | 5 a 9   | 8     |
| 8     | 0 a 4   | 16    |

## Economia
El 2007 la població en edat de treballar era de 282 persones, 196 eren actives i 86 eren inactives. De les 196 persones actives 189 estaven ocupades (95 homes i 94 dones) i 7 estaven aturades (4 homes i 3 dones). De les 86 persones inactives 42 estaven jubilades, 26 estaven estudiant i 18 estaven classificades com a «altres inactius».

### Ingressos
El 2009 a Mérey-sous-Montrond hi havia 171 unitats fiscals que integraven 461 persones, la mediana anual d'ingressos fiscals per persona era de 18.642 €.

### Activitats econòmiques
Dels 11 establiments que hi havia el 2007, 1 era d'una empresa extractiva, 2 d'empreses alimentàries, 2 d'empreses de fabricació d'altres productes industrials, 1 d'una empresa de construcció, 2 d'empreses d'hostatgeria i restauració, 1 d'una empresa financera, 1 d'una empresa de serveis i 1 d'una empresa classificada com a «altres activitats de serveis».
Dels 2 establiments de servei als particulars que hi havia el 2009, 1 era una fusteria i 1 restaurant.
L'únic establiment comercial que hi havia el 2009 era una fleca.
L'any 2000 a Mérey-sous-Montrond hi havia 7 explotacions agrícoles.

## Poblacions més properes
El següent diagrama mostra les poblacions més properes.